# حمية الشاطئ الجنوبي
حمية الشاطئ الجنوبي هي نوع من أنوع الحمية الرائجة التي طورها آرثر أغاتستون وروجها في كتابه الأفضل مبيعاً لعام 2003 , وتركز الحمية على أكل نسبة عالية من الألياف والتقليل من الكربوهيدرات التي تحتوي على السكر والدهون غير المشبعة والبروتين الخالي من الدهون، وتصنف الكربوهيدرات والدهون على أنها اما «جيدة» أو «سيئة»
و كأي نوع من أنواع الحمية المنتشرة فإن حمية الشاطئ الجنوبي قد تكون دقيقة بصورة عامة، ولكن لا تدعمها أدلة داعمة علمية أو سليمة.
التقنيات
تتكون الحمية من ثلاث مراحل تركز فيها على زيادة نسبة الكربوهيدرات المستهلكة تدريجياً كلما تقدمت المراحل بينما تتناقص نسبة الدهون والبروتين
تتضمن الحمية تناول عدد من المواد الغذائية التي ينصح بها مثل اللحوم والخضروات الخالية من الدهن التي تعرف بمصطلح الدهون الجيدة أو أحادية الإشباع
لا تتقيد الحمية بعدد سعرات حرارية وإنما تشمل ممارسة البرنامج الذي يستند على أخذ ثلاث وجبات رئيسية ووجبتين خفيفتين يوميا
وتهدف المرحلة الأولى من الحمية على فقدان الوزن السريع حوالي 13 باوند في أسبوعين
ووفقا لهيئة الخدمات الصحية الوطنية (NHS) فإن شدة المرحلة الأولى من النظام الغذائي قد تؤدي إلى فقدان بعض الفيتامينات والمعادن والألياف، وتتكرر هذه الأعراض ثم تبدأ في المراحل الأقل قسوة من النظام الغذائي.
و تفيد تقارير الهيئة بأنه قد تحدث آثار جانبية خلال المرحلة الأولى مثل رائحة الفم الكريهة وجفاف الفم والتعب والدوار والأرق والغثيان والإمساك وستخف هذه الأعراض حالما تبدأ المراحل التالية.
الآثار الصحية
تم وصف حمية الشاطئ الجنوبي بإدعاءات قوية بأنها لاتستند على أدلة علمية واضحة وأيضا يصعب فيها فقدان الوزن. كما يحتوي الكتاب على معلومات غير صحيحة ومبهمة
ومع ذلك، فإن بعض جوانب الحمية تتوافق مع المشورة الغذائية
تصنف المرحلتين الأخيرتين من الحمية بكونها مغذية بشكل كافي وتعتبر مرحلة صحية
توصي عيادة مايو قبل محاولة الانتظام بحمية الشاطئ الجنوبي بأن يحصل الناس على المشورة الطبية.. كما هو الحال مع الأنظمة الغذائية الأخرى المماثلة
هناك بعض المخاوف حول حمية الشاطئ الجنوبي وغيرها من الأنظمة الغذائية ذات نسبة الكربوهيدرات المنخفضة بأنها لا تحتوي على الألياف الغذائية التي تعتبر عموما تساعد في فقدان الوزن
فرق حمية الشاطئ الجنوبي عن غيرها من الأنظمة الغذائية ذات نسبة الكربوهيدرات المنخفضة
تُصنف العديد من المصادر حمية الشاطئ الجنوبي على قوائم الحميات ذات نسبة الكربوهيدرات المنخفضة مثل حمية اتكينز، في حين أن حمية الشاطئ الجنوبي لا تمنع الأطعمة الغنية بالكربوهيدرات البسيطة مثل الخبز الأبيض والبطاطا البيضاء والأرز الأبيض وهي ولا تتطلب أخصائي حمية للتخلي عن الكربوهيدرات تماما أو حتى قياس استهلاكهم، بدلا من ذلك فإنها تركز على تأثير نسبة السكر في الدم (التغيير على المدى القصير في مستوى السكر في الدم) من خلال الأطعمة
يقوم متخصص التغذية بسؤال أخصائي الحمية عن فائدة المرحلة الأولى وعدم تأثيرها على الجلوكوز في عملية الأيض. يسمح بتناول العديد من الخضروات في المرحلة الأولى
ومصادر الكربوهيدرات الغنية بالألياف مثل الأرز البني والحبوب الكاملة 100 , ويسمح بتناول الخبز أيضا خلال المرحلة الثانية وقد حاول اغاتستون ان يبعد الحمية عن الكربوهيدرات المنخفضة
يذكر أغاتستون في كتاب حمية الشاطئ: «إن هدفي هو تعليم تقليل الدسم والكربوهيدرات وأريدكم أن تعلموا كيفية اختيار الدهون والكربوهيدرات المفيدة».
التاريخ
طور طبيب القلب الوقائي الدكتور آرثر أغاتستون حمية الشاطئ الجنوبي بمساعدة ماري ألمون في منتصف عام 1990م وهو رئيس تخصص تغذية سابق في مركز جبل سيناء الطبي في شاطئ ميامي
في فلوريدا..كانت تدعى الحمية بالسابق بحمية معدل الكربوهيدرات ثم تغيير اسمها إلى حمية الشاطئ الجنوبي بعد مزاولة الطبيب لمهنته في حي الشاطئ الجنوبي بميامي، وقد وضعت خطة الحمية في البداية لمرضى الطبيب أغاتستون. ولاحظ أغاتستون أن جمعية القلب الأمريكية توصي بتناول الأطعمة منخفضة الدهون وعالية الكربوهيدرات لخفض وزن مرضاه وخفض الكوليسترول أو مستويات السكر في الدم ولكن لاحظ ان مرضاه الذين اتبعوا حمية أتكينز في السابق يعانون من فقدان الوزن
نهج حمية أتكينز غير المرغوب فيه للمرضى الذين يعانون من مشاكل في القلب بسبب الدهون المشبعة والتي تحد من الكربوهيدرات التي تحتوي على الألياف والمواد المغذية الأخرى
راجع أغاتستون البحوث الطبية لبناء خطة الأكل التي تصنف الدهون والكربوهيدرات بأنها جيدة أو سيئة، ويؤكد على البروتين الخفيف والألياف
نمت هذه الخطة في شعبية كبيرة كوسيلة لفقدان الوزن عندما ذكرأغاتستون في نتائج المؤتمرات النسخ التلخيصية الموزعة على المرضى التي تحدد النظام الغذائي في أواخر عام 1990 وبداية عام 2000
وفي عام 1999 عرضت أخبار تلفاز ميامي أشخاصاً اتبعوا هذه الحمية وبثوا النتائج محليا
الكتاب الأول لأغاتستون الذي روج للحمية صدر في نيسان عام 2003 وتم بيع 8 ملايين نسخة مطبوعة منه في عام 2004
وتم إصدار (دليل حمية الشاطئ الجنوبي للكربوهيدرات والدهون جيدة) وهو دليل ورقي مغلف تم طباعه 3 ملايين نسخة منه
وتمت طباعة 1,75 مليون نسخة من كتاب طبخ حمية الشاطئ الجنوبي.
ذكر الرئيس الأمريكي السابق بيل كلينتون في عام 2004 بأنه أتبع هذه الحمية
نشر أغاتستون كتاب معززالتغذية حمية الشاطئ الجنوبي والذي كتبه جوسف سيغنورايت أستاذ في تمارين علم وظائف أعضاء والذي يتضمن برنامج تدريب متفاوت
وفي تعقيب لأكادمية التغذية وعلم النظم الغذائية بأن القراء وجدوا فائدة من استخدام الحمية وكتاب اللياقة البدنية
أوصي بتخطي خطط وجبات المرحلة الأولى لأنها مقيدة وبدلا من ذلك اتباع المرحلة الثانية لأنها متوازنة
برنامج التمارين البسيطة لمدة 20 دقيقة يوميا هي خطوة عملية وغير مكلفة للوصول إلى لياقة بدنية.